# 4144 Vladvasilʹev
4144 Vladvasilʹev је астероид главног астероидног појаса са пречником од приближно 24,66 .
Афел астероида је на удаљености од 3,271 астрономских јединица (АЈ) од Сунца, а перихел на 3,037 АЈ.
Ексцентрицитет орбите износи 0,037, инклинација (нагиб) орбите у односу на раван еклиптике 9,274 степени, а орбитални период износи 2046,582 дана (5,603 година).
Апсолутна магнитуда астероида је 11,60 а геометријски албедо 0,066.
Астероид је откривен 28. септембра 1981. године.